# Écardenville-la-Campagne
Écardenville-la-Campagne é uma comuna francesa na região administrativa da Normandia, no departamento de Eure. Estende-se por uma área de 7,43 km². Em 2010 a comuna tinha 485 habitantes (densidade: 65,3 hab./km²).